# Werbeln
Werbeln ist ein Ortsteil (Gemeindebezirk) der Gemeinde Wadgassen im Landkreis Saarlouis (Saarland). Es liegt am Flüsschen Bist, einem linken Zufluss der Saar und zählt circa 1200 Einwohner. Der Orts-/Gemeindeteilname Werbeln geht vermutlich auf Wirbel im Fluss, gemeint ist die Bist, zurück. Vom 12. bis 14. September 2014 feierte Werbel sein 800-jähriges Bestehen. Grundlage hierfür bildet die Ersterwähnung des Namens in einer Schenkungsurkunde aus dem Jahr 1214.

## Geschichte
Zahlreiche Funde aus der Römerzeit lassen darauf schließen, dass es im Werbelner Gebiet eine kleine Siedlung gegeben hatte. So wurden bei Bauarbeiten 1877/8 Reste eines römischen Brunnens, 1936 ein römisches Grab mit einigen Beigaben sowie 1956 ein römisches Fundament entdeckt. Die älteste bekannte Erwähnung des Ortes stammt aus dem Jahr 1214. Werbeln wurde als Dorfbegriff in einer Schenkungsurkunde an die Wadgasser Abtei explizit aufgeführt. Über viele Jahrhunderte prägte die Wadgasser Abtei das Bild Werbelns. So entstand unter ihrer Leitung im Jahr 1385 dort eine Schäferei. Ebenso errichtete sie 1669 mit Hilfe Tiroler Holzarbeiter in Werbeln eine Sägemühle, die nach Zerstörung und Wiederaufbau im Jahr 1790 als Getreidemühle umgenutzt wurde. Die Arbeiten an der Glashütte in Werbeln, die 1687/8 fertiggestellt wurde, begannen 1684. Die Zusammenarbeit des hugenottischen Kaufmanns Pierre Liot mit der Wadgasser Abtei errichtete somit die erste, kleine Cristallerie auf Wadgasser Bann. Die Produktion lief bis 1720.
Nach der Auflösung der Wadgasser Abtei im Zuge der Französischen Revolution 1792, der sich anschließenden Angliederung der Gemeindeteile an die Bürgermeisterei Differten in 1815 sowie der Einrichtung eines eigenständigen Pfarreibezirk 1936 stellte die Eingliederung Werbelns in die (Groß-)Gemeinde Wadgassen am 1. Januar 1974 die letzte größere Verwaltungsreform dar.

## Schulen
Während des Völkerbund-Mandats über das Saargebiet (1920–1935) bestand in Werbeln eine Domanialschule.
In Werbeln gab es die St. Oranna Grundschule, welche von der 1. bis zur 4. Klasse besucht werden konnte.
Im Jahr 2007 wurde die Grundschule um eine freiwillige Ganztagsschule erweitert.
Auf Grund stetig rückgehender Schülerzahlen wurde der Grundschulbetrieb nach dem Schuljahr 2016 eingestellt.
Das Gebäude wird derzeit als Musikschule genutzt.

## Vereine
- SV Werbeln
- TC Werbeln (gegründet 1956)
- TTG Werbeln
- Obst- und Gartenbauverein
- Berg- und Hüttenarbeiterverein (gegründet 1953 als „Bergmannverein St. Barbara Werbeln“, 1961 Umbenennung in „Berg- und Hüttenarbeiterverein St. Barbara Werbeln“)
- Freiwillige Feuerwehr Werbeln
- Interessengemeinschaft der Ortsvereine (IGO) Werbeln e. V.
- KV „Die Grenobler“

## Jährliche Veranstaltungen
- Werbelner Kirmes (Juni)
- Martinsfeier mit Laternenumzug
- Nikolausfeier (mit Umzug).

## Freiwillige Feuerwehr
Die Freiwillige Feuerwehr Werbeln wurde am 3. August 1924 gegründet und ist für den Löschbezirk (LBZ) Werbeln verantwortlich.

## Ortsvorsteher
Der aktuelle Ortsvorsteher ist Markus Weber, stellvertretender Ortsvorsteher ist Sebastian Hess.

## Galerie

Willkommen in Werbeln
Straßenszene
Altes Gasthaus in Werbeln
Bist bei Werbeln
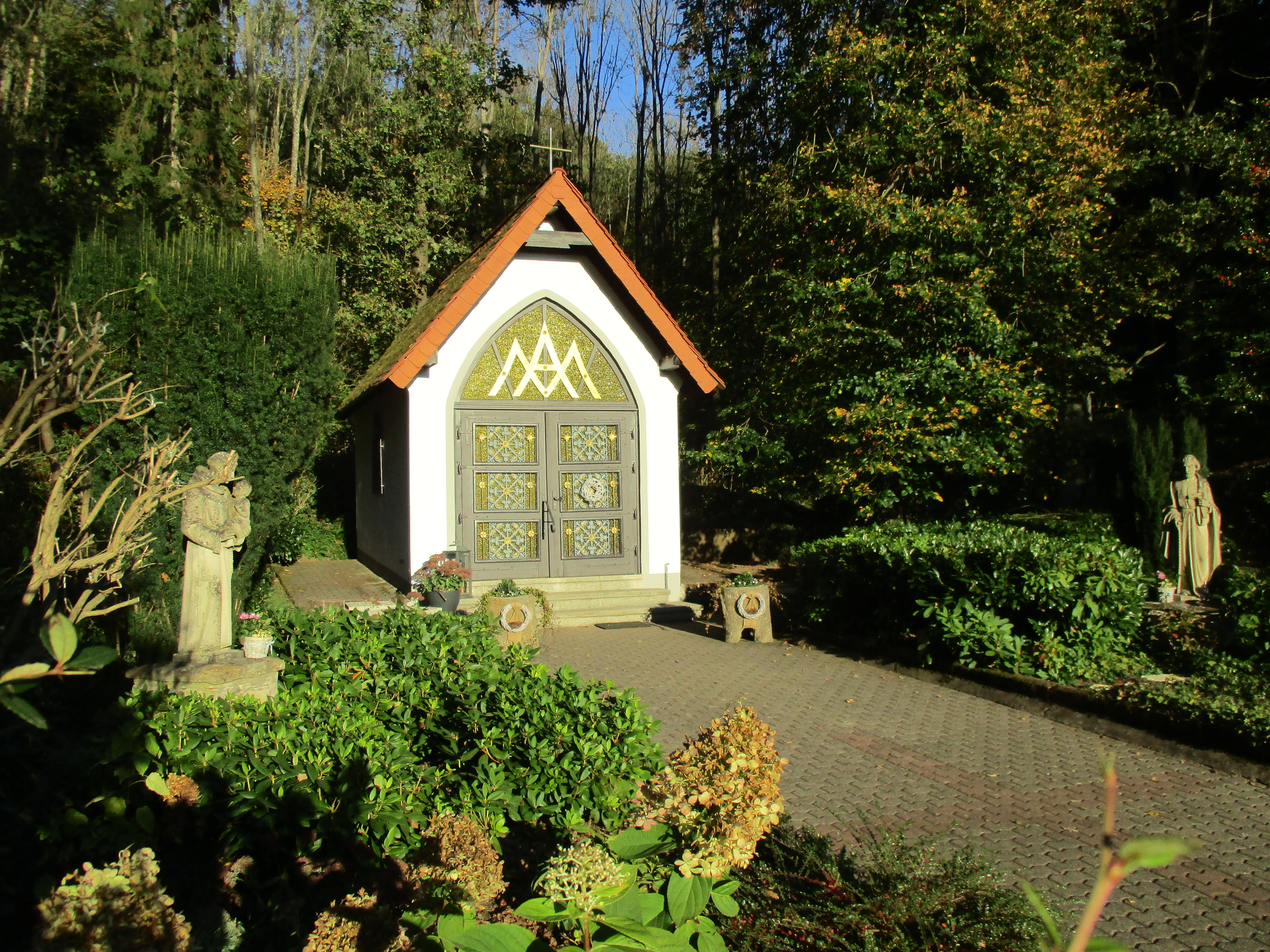
Marienkapelle

## Sehenswürdigkeiten
- Am 13. September 2014 wurde als neuster Rundwanderweg der Gemeinde der „Werbelner-Geschichte-Weg“ eingeweiht. Er umfasst als Stationen alle historisch interessanten Stellen Werbelns: Schäferei, Bistkanal, Galgenberg, Hofgut, Werbelner Gedicht, Sägemühle, Glashütte, Quallenborn, Mohrengerät, Hunau, Grenzsteine aus dem Jahr 1769, Flurkreuz, Kelten, Römerweg, Hardt, Kapellerheck, Kohleschacht.[5]
- Pfarrkirche Werbeln, 1923/4. Zahlreiche Reparaturmaßnahmen nach dem Zweiten Weltkrieg und Renovierungsarbeiten in den 1990er Jahren
- Marienkapelle, eingeweiht 1954